# Barchov (district de Pardubice)
Pour les articles homonymes, voir Barchov.
Barchov (en allemand : Barchau) est une commune du district et de la région de Pardubice, en République tchèque. Sa population s'élevait à 284 habitants en 2022.

## Géographie
Barchov se trouve à 9 km au sud-ouest de Pardubice et à 90 km à l'est de Prague.
La commune est limitée par Pardubice au nord, par Starý Mateřov à l'est, par Jezbořice et Jeníkovice au sud, et par Bezděkov à l'ouest.

## Histoire
La première mention écrite du village date de 1327.

## Galerie

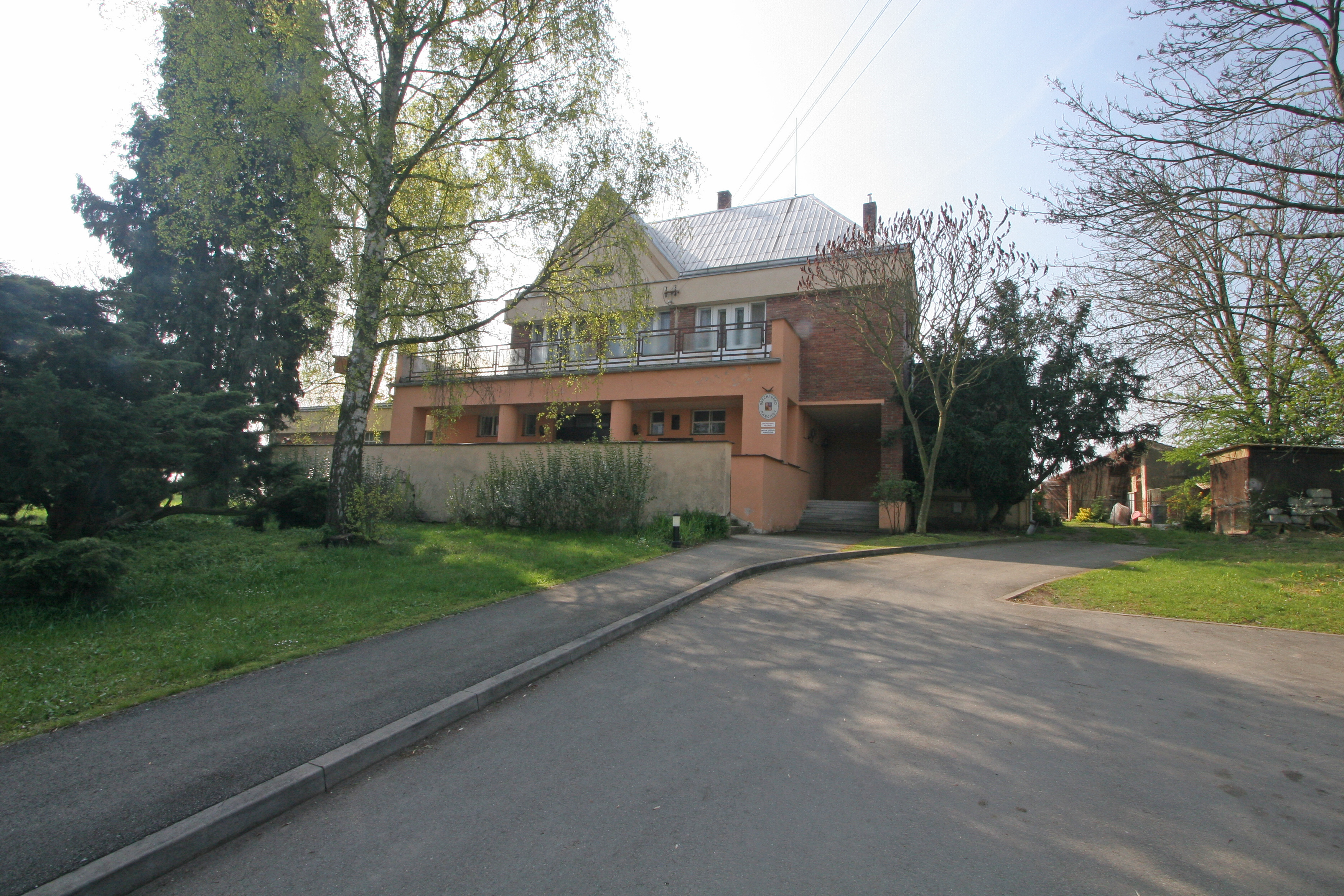
La mairie.
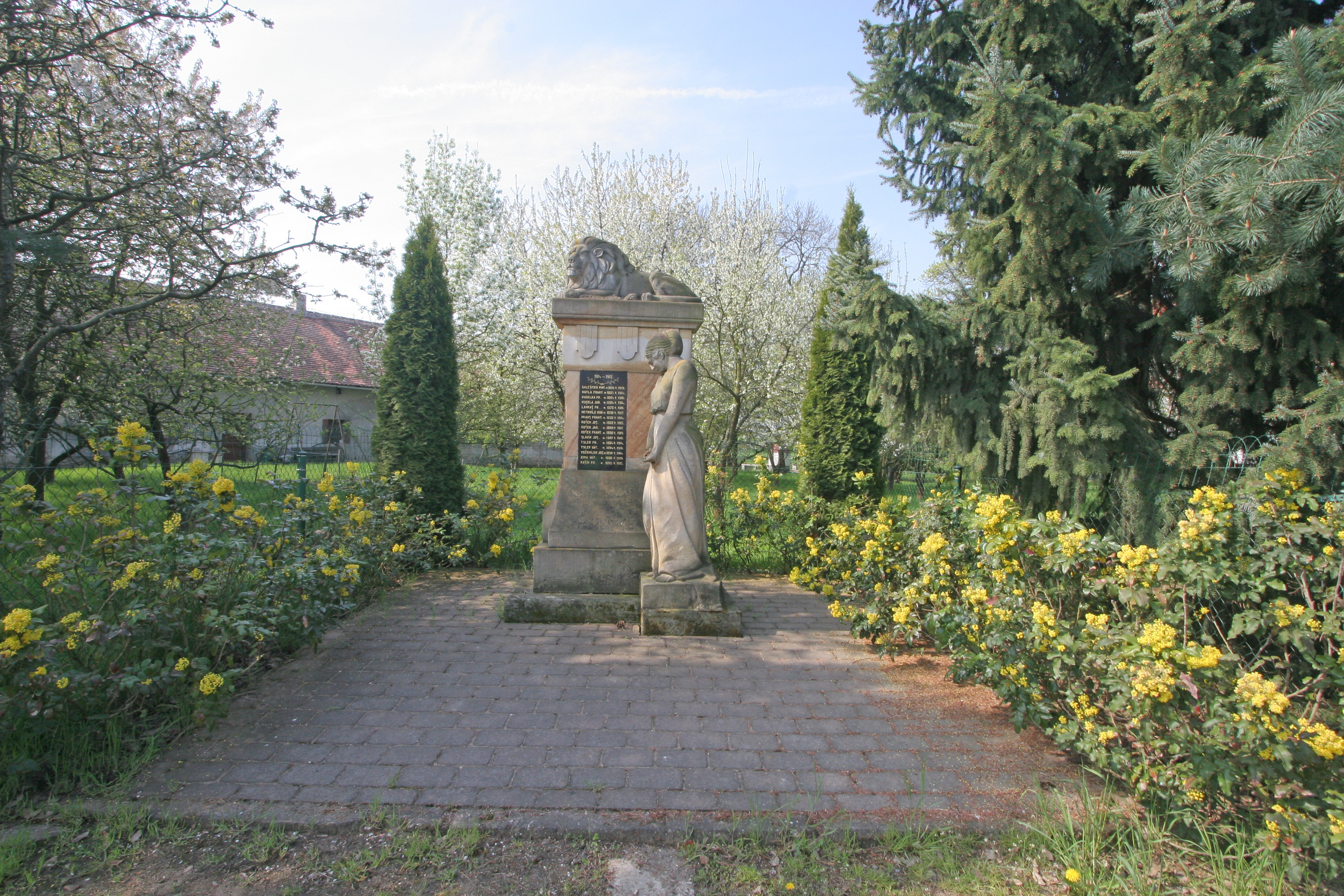
Monument aux morts.

## Transports
Par la route, Barchov se trouve à 11 km de Pardubice, à 13 km de Chrudim et à 110 km de Prague. 